# Nagy hindumoly
A nagy hindumoly (Lecithocera briantiella) a valódi lepkék (Glossata) alrendjébe tartozó hindumolyfélék (Lecithoceridae) családjába tartozó három, hazánkban is honos faj egyike.

## Elterjedése, élőhelye
A mediterrán térségben terjedt el; főként Dél-Európában, Marokkóban és Kis-Ázsiában. Magyarországon csak szórványosan fordul elő. Jellemzően száraz élőhelyeken: száraz tölgyesekben és karsztbokorerdőkben tűnik fel.

## Megjelenése
Meglehetősen látványos lepke: a szárnya koromfekete, a csápja viszont sárga, hosszú. A szárny fesztávolsága 17–19 mm.

## Életmódja
Egy évben egy generációja nő fel. A lepkék nyáron rajzanak. Hernyójának tápnövényét nem ismerjük.

## Külső hivatkozások
- Mészáros Zoltán – Szabóky Csaba: A magyarországi molylepkék gyakorlati albuma. Budapest: Agroinform. 2005.  arch Hozzáférés: 2018. április 6. (PDF)